# Cantautor

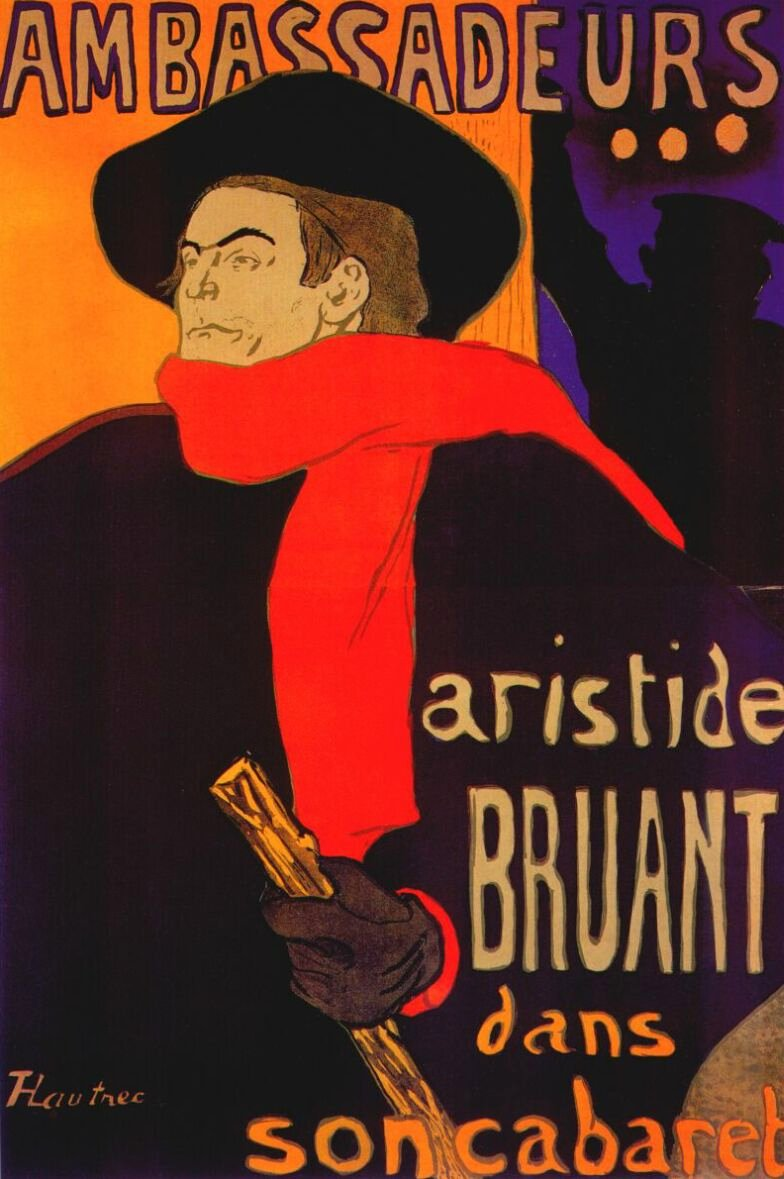
Aristide Bruant

Un cantautor es un músico, por lo general, un solista, que escribe, compone y canta sus propias canciones. Aunque hay muchos cantantes de diversos géneros que escriben sus propias canciones, el término cantautor suele usarse para referirse sobre todo a artistas de estilo folk-acústico en los que prevalece el mensaje sobre la música, con canciones que suelen incorporar temáticas sociales, políticas, personales o filosóficas.
El género musical característico del cantautor se conoce como canción de autor. Durante un tiempo, a este tipo de música se lo llamó canción protesta. Hoy en día el género se encuentra menos cargado de connotaciones críticas o reivindicativas que en el pasado, dando espacio a las reflexiones individuales, filosóficas, e incluso tratando temas relativos al amor romántico.

## Definición y uso
La etiqueta "cantautor" (o "compositor/cantante") es utilizado por los sellos discográficos y los críticos para definir a los artistas de música popular que escriben e interpretan su propio material, que suele estar autoacompañado -generalmente con guitarra o piano-. 
Un artista de este tipo desempeña los papeles de compositor, letrista, vocalista, a veces instrumentista y, a menudo, autogestor. Según AllMusic, las letras de los cantautores suelen ser personales pero están veladas por elaboradas metáforas y vagas imágenes, y su preocupación creativa es poner el énfasis en la canción más que en su interpretación. La mayoría de los discos de estos artistas tienen un sonido igualmente directo y sobrio que pone el énfasis en la propia canción.
El término también puede caracterizar a los compositores de los géneros rock, folk, country, y pop-music - incluyendo a Henry Russell (1812-1900), Aristide Bruant (1851-1925), Hank Williams (1923-1953), y Buddy Holly (1936-1959). La expresión "cantautor", registrada a partir de 1949, entró en uso popular a partir de la década de 1960
para describir a los compositores que seguían determinadas convenciones estilísticas y temáticas, en particular la introspección lírica, la composición de canciones confesionales, los arreglos musicales suaves y un estilo de interpretación discreto. Según el escritor Larry David Smith, al fusionar los papeles de compositor, escritor y cantante, la popularidad del fenómeno cantautor reintrodujo la tradición medieval trovadoresca de "canciones con personalidad pública" tras la era de Tin Pan Alley en la música popular estadounidense. Entre los temas de las canciones de los cantautores del renacimiento de la música folk estadounidense se incluye la protesta política, como en el caso de Woody Guthrie (1912-1967) y Pete Seeger (1919-2014). Según el Journal of Popular Music Studies, desde el folk revival y hasta su permanencia en la música pop, el papel de un cantautor ha implicado varias dimensiones de identidad creativa:

La primera capa estética anima a los cantautores a cantar e interpretar sus propias obras y a infundir sus propios sabores estilísticos en los textos de las canciones. Los compositores no son independientes de las obras una vez terminadas, sino que entran en los textos de las canciones, los activan y los autentifican mediante sus interpretaciones vocales y musicales. Mientras que el primer estrato no siempre requiere que el cantante sea el compositor, el segundo estrato sociológico no sólo se fija en la relación entre el cantante y el compositor (en este caso, el término cantante-compositor a menudo se separa con un guión en lugar de utilizar una barra entre el cantante y el compositor), sino que también solicita más agencia sociológica aparte del canto y la composición, como los arreglos, la mezcla, la producción, la colaboración y la gestión de los medios. En otras palabras, un cantautor se somete a un proceso de engrosamiento que implica dos voces, incluyendo la interpretación de la persona estilística, la acumulación de otras voces y la coordinación de otras habilidades sociológicas. Este proceso de engrosamiento demuestra las voces fluidas, múltiples y heterogéneas que hay debajo de la imagen autoral singular, complicando así la noción de autoría de los cantautores.

## Orígenes y desarrollo en el mundo hispano parlante

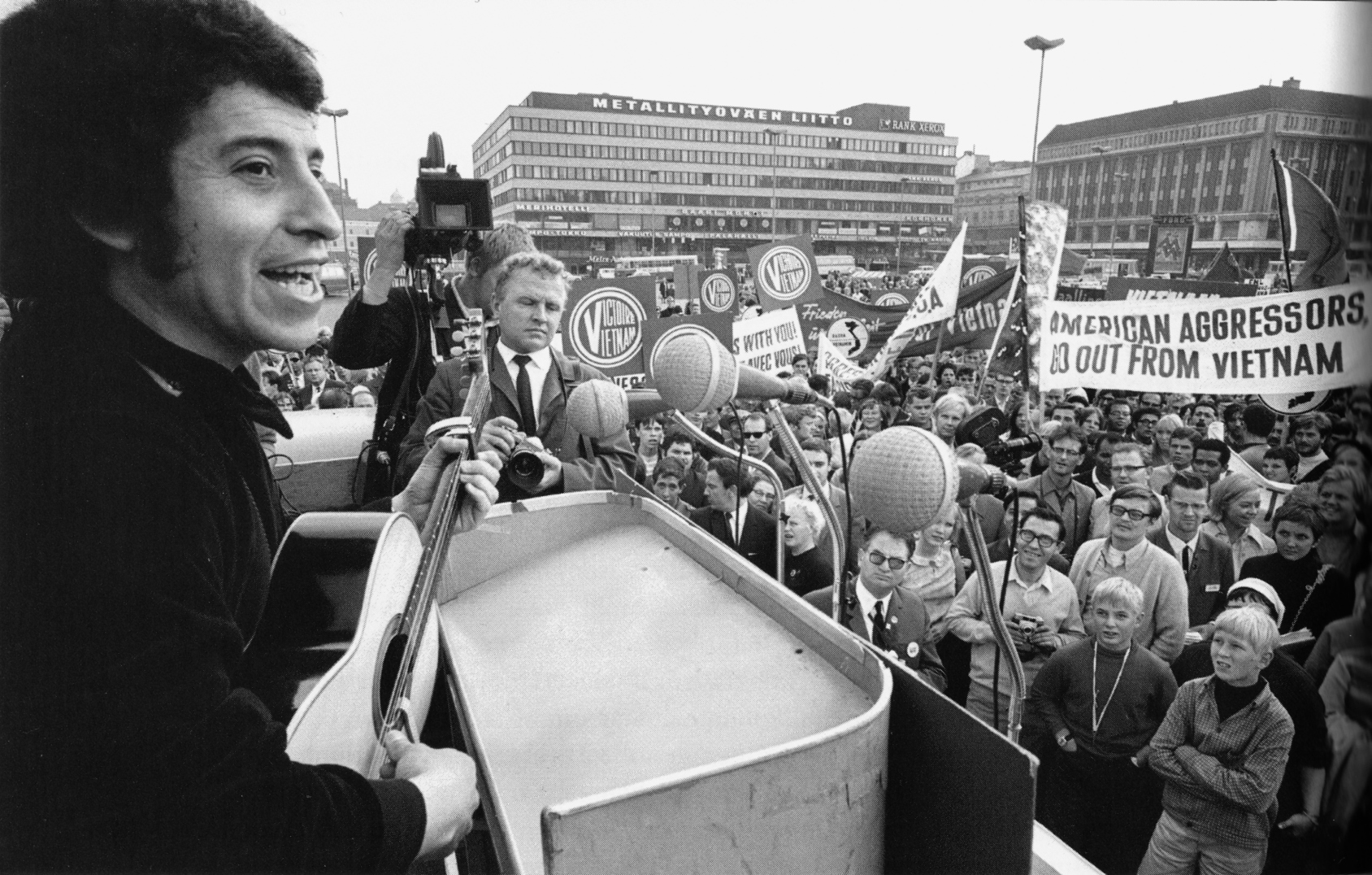
Víctor Jara, referente musical de la canción de protesta chilena, en 1969.

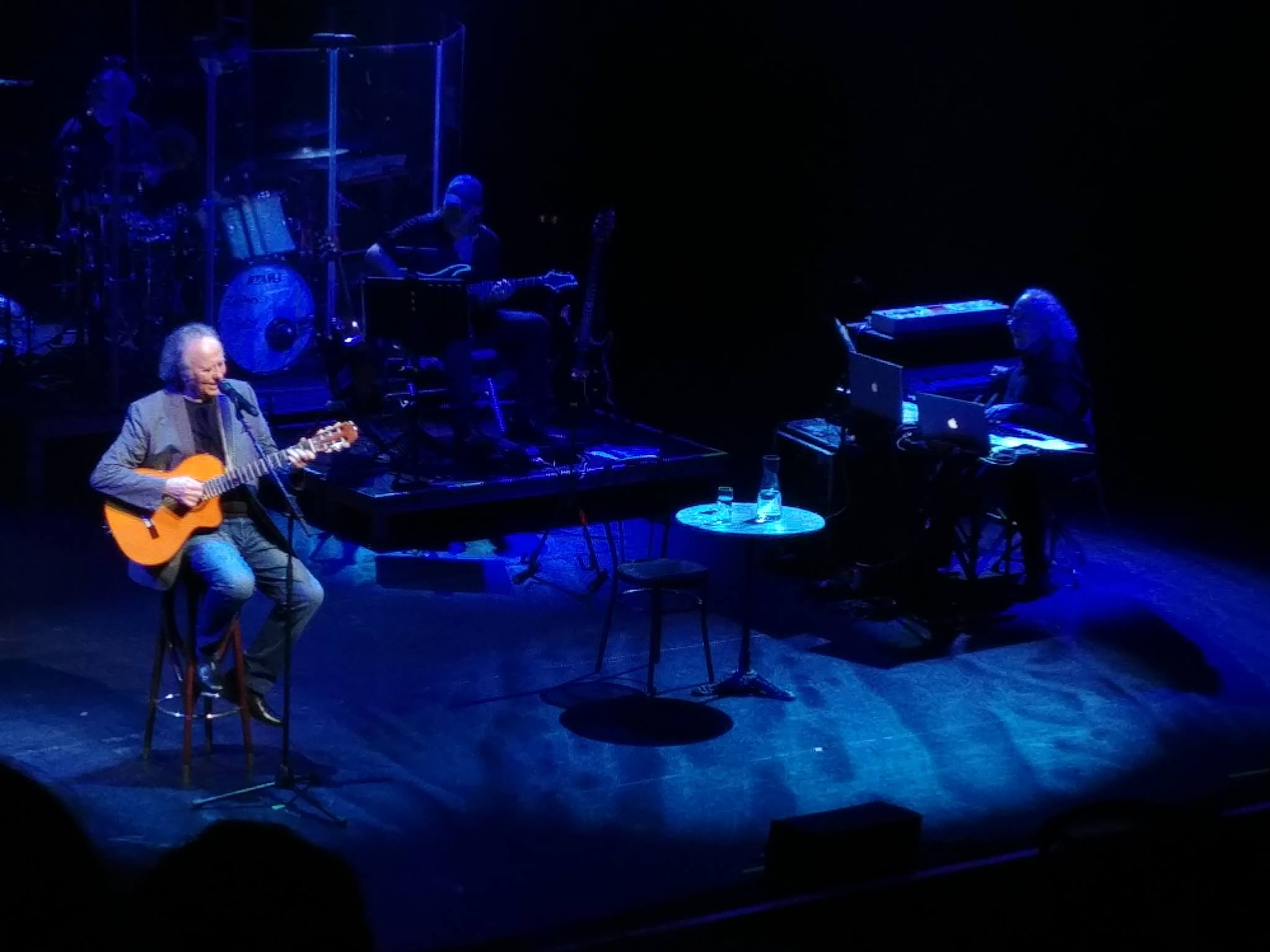
El cantautor español Joan Manuel Serrat en un concierto en 2018.

La canción de autor tiene una gran tradición en los países de cultura mediterránea del sur de Europa y en la mayor parte de Iberoamérica. Se trata de un género que, ante todo, reivindica una mirada personal y crítica del autor sobre el mundo que le rodea y que viene acompañada, por lo general, de una poética propia.
Este tipo de música tuvo su época dorada en los años 1970 y 1980, que estaba muy ligado a los movimientos sociales que se estaban desarrollando en esa época, En los países hispanos, recibió el nombre de nueva canción, tanto en España (con artistas como Chicho Sánchez Ferlosio, Paco Ibáñez, Joan Manuel Serrat, Luis Eduardo Aute, Javier Krahe, Lluís Llach, Víctor Manuel, Patxi Andión, Joaquín Sabina o Cecilia) como en Hispanoamérica (Violeta Parra, Víctor Jara, Silvio Rodríguez, Alfredo Zitarrosa, Víctor Heredia, León Gieco, Pablo Milanés o Atahualpa Yupanqui). 
En los años 1980 este género comienza a estar representado por figuras asociadas al rock en español como: Charly García, Luis Alberto Spinetta, Fito Páez, Andrés Calamaro, Joaquín Sabina, Franco de Vita y Miguel Mateos; a los géneros hispanoamericanos las figuras más destacadas fueron: Rubén Blades y Juan Luis Guerra. 
Durante los años 1990 resurgió con una nueva hornada de jóvenes autores que revolucionaron la tradicional música de autor. Poco más tenían en común que el hecho de ser autores de sus propias composiciones. Los más importantes de esta generación son Ricardo Arjona, Alejandro Sanz, Ricardo Montaner, Soraya, Juanes y Shakira. Otros cantautores románticos destacados pueden citarse a: Armando Manzanero, Roberto Carlos, José Luis Perales y Juan Gabriel. 
En del género del flamenco han incluido dentro del cante temas revindicativos los artistas José Menese, Enrique Morente, El Cabrero y El Barrio.

## Desarrollo en otros países
Fue también importante el movimiento en los Estados Unidos: (Woody Guthrie, Pete Seeger, Bob Dylan, Joan Báez), Francia (Georges Brassens, Charles Trénet, Léo Ferré, Charles Aznavour, Marcel Amont, Jean Ferrat), Italia (Fabrizio De André, Giorgo Gabber, Domenico Modugno, Francesco de Gregori, Claudio Baglioni, Franco Battiato) y en países de la Europa del Este.

## Tradiciones en América del Norte, Reino Unido e Irlanda

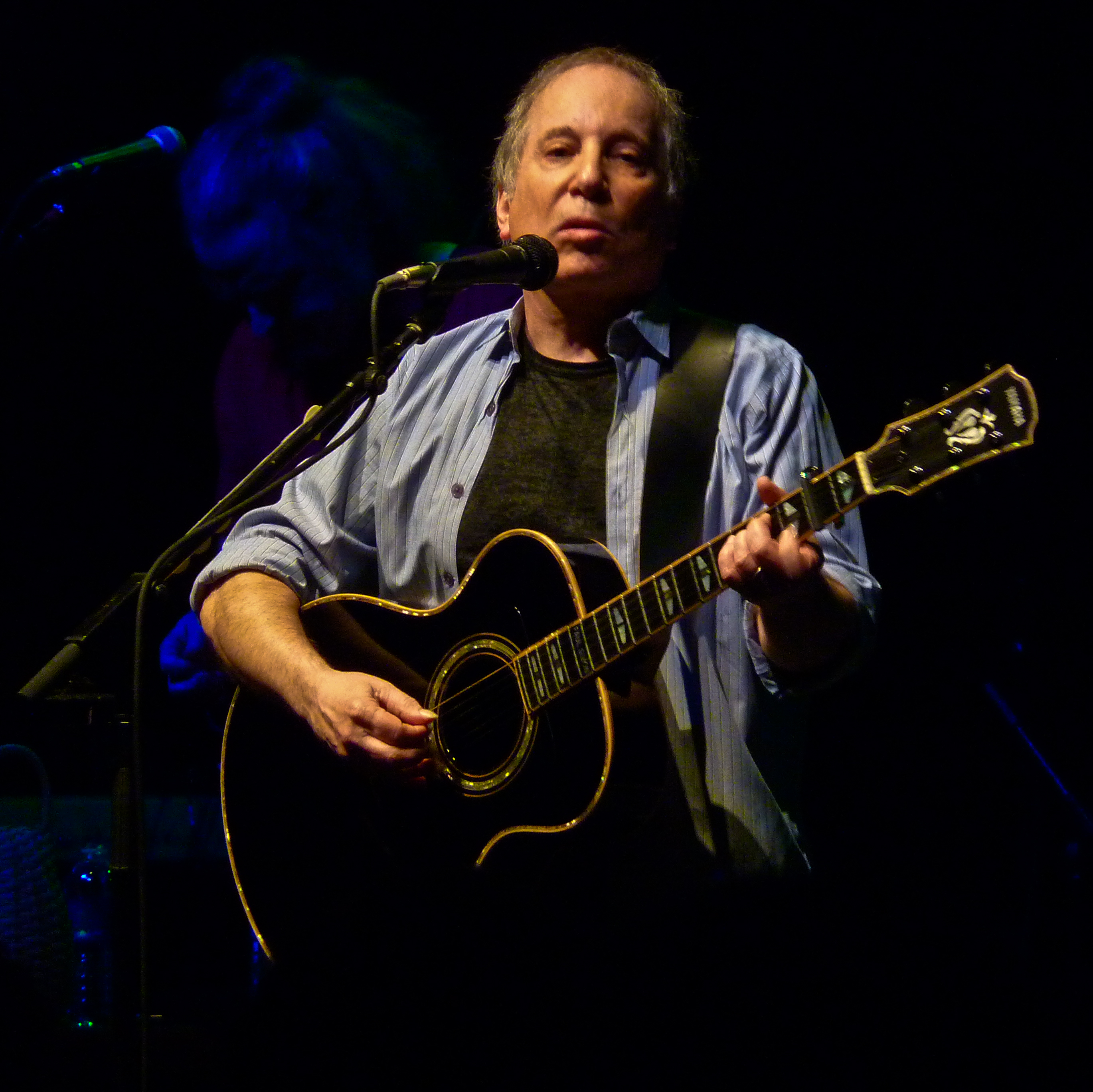
Paul Simon en concierto

El término "cantautor" en Norteamérica se remonta a los cantantes que desarrollaron obras al estilo del blues y la música folk. Entre los cantautores estadounidenses de principios y mediados del siglo XX se encuentran Lead Belly, Jimmie Rodgers, Blind Lemon Jefferson, T-Bone Walker, Blind Willie McTell, Lightnin' Hopkins, Son House, y Robert Johnson. En las décadas de 1940 y 1950 los cantautores de country como Hank Williams se hicieron muy conocidos, así como Woody Guthrie, y Pete Seeger, junto con Ronnie Gilbert y Lee Hays y otros miembros de the Weavers que interpretaron sus obras, en su mayoría de actualidad, a un público cada vez más amplio. Estos protocantautores estaban menos preocupados que los cantautores actuales por la originalidad no adulterada de su música y sus letras, y levantaban partes de otras canciones y tocaban versiones sin dudarlo. Este grupo de músicos estableció la tradición de escribir canciones de actualidad (canciones relacionadas con temas específicos de la época, como "Jim Crow Blues" de Lead Belly o "Deportado (Plane Wreck at Los Gatos)" de Guthrie). Cantantes como Seeger y Guthrie asistían a las concentraciones de los sindicatos, por lo que escribieron muchas canciones relacionadas con la vida de las clases trabajadoras y la protesta social; al igual que otros cantantes de folks como Josh White, Cisco Houston, Malvina Reynolds, Earl Robinson, Ewan MacColl, John Jacob Niles y Doc Watson, mientras que cantantes de blues como Johnson y Hopkins escribieron canciones sobre sus experiencias vitales personales. Este enfoque en temas sociales ha influido mucho en el género de los cantautores. Además, entre los años 30 y 50 surgieron varios cantautores de jazz y blues como Hoagy Carmichael, Billie Holiday, Ray Charles, Harry Gibson, Peggy Lee y Nina Simone, así como en el género rock n' roll del que surgieron los influyentes cantautores Jerry Lee Lewis, Buddy Holly, Chuck Berry, Roy Orbison, Sam Cooke, Ritchie Valens y Paul Anka. En el ámbito de la música country, surgieron cantautores como Hank Williams, Patsy Cline, Tammy Wynette, Loretta Lynn, George Jones, Merle Haggard, Roger Miller, Billy Edd Wheeler, y otros, desde la década de 1940 hasta la de 1960, a menudo escribiendo canciones convincentes sobre las relaciones amorosas y otros temas.
El primer reconocimiento popular del cantautor en la América del Norte de habla inglesa y en el Reino Unido se produjo en la década de 1960 y a principios de 1970, cuando una serie de músicos de blues, folk y country alcanzaron la fama y la popularidad. Entre estos cantautores se encuentran Bob Dylan, Neil Young, John Lennon, Van Morrison, Willie Nelson, Paul Simon, Leonard Cohen y Joni Mitchell. Artistas que habían sido principalmente compositores, como Carole King, Townes Van Zandt y Neil Diamond, también empezaron a publicar trabajos como intérpretes. En contraste con el enfoque narrativo de la mayoría de la música country y folk anterior, estos intérpretes solían escribir canciones desde un punto de vista muy personal (a menudo en primera persona) e introspectivo. Los adjetivos "confesional" y "sensible" se utilizaron a menudo (a veces con sorna) para describir el estilo de los cantautores.

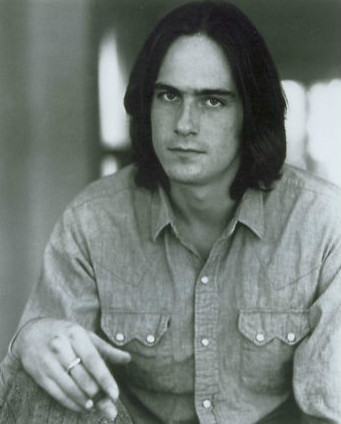
James Taylor a principios de los años 70

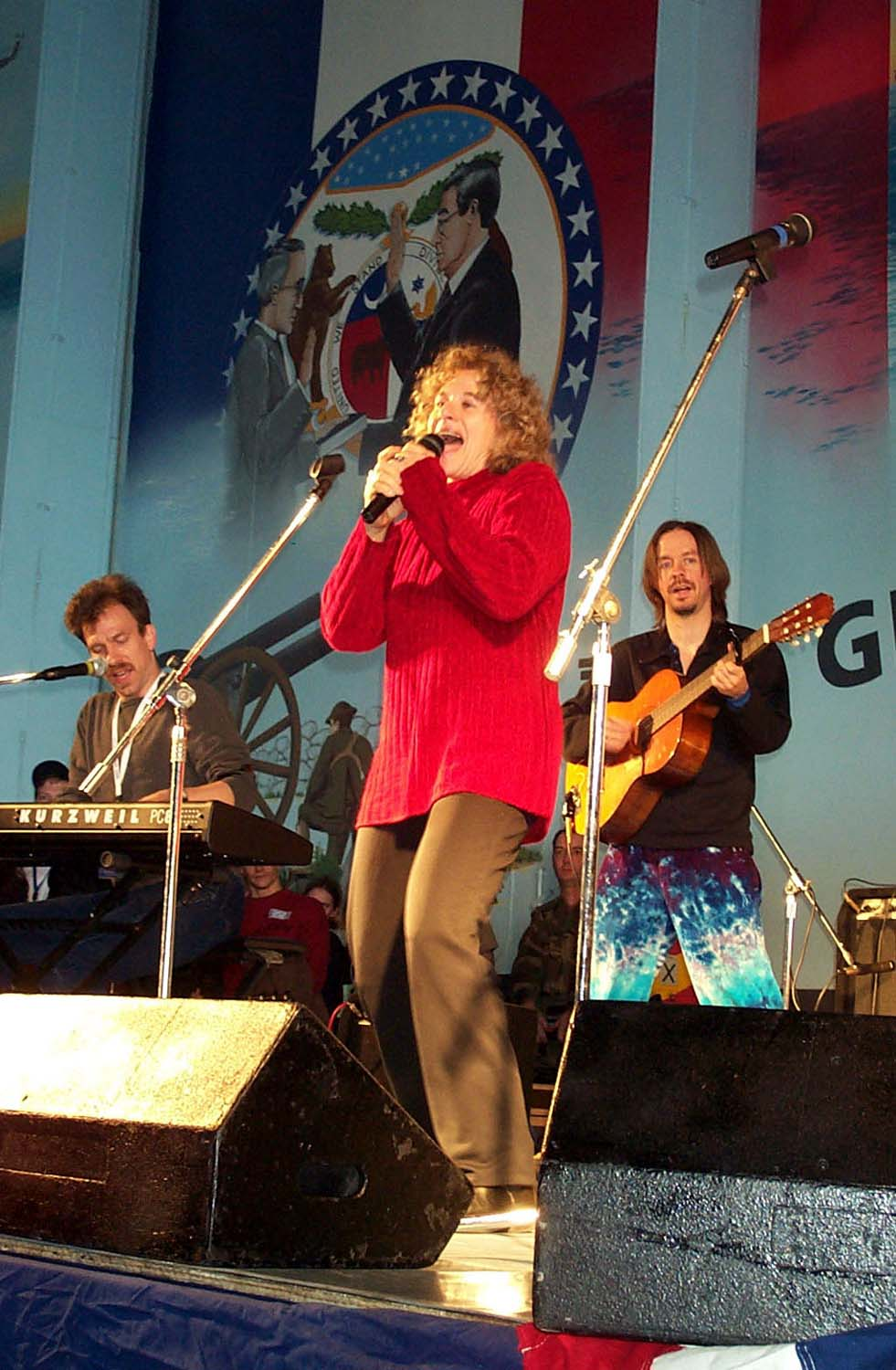
Carole King actuando a bordo del USS Harry S. Truman en el Mediterráneo en 2000

En la época de las bandas de rock, los miembros no eran técnicamente cantautores en solitario. Sin embargo, muchos eran cantautores que creaban canciones con otros miembros de la banda. Algunos ejemplos son Paul McCartney, John Lennon, George Harrison, Ringo Starr, Brian Wilson, Mick Jagger, Keith Richards, Jerry Garcia y Bob Weir, Elton John (con Bernie Taupin), Justin Hayward, John Lodge, Robbie Robertson, Ian Anderson, Phil Collins, Peter Gabriel y Peter Frampton; Don Henley, Glenn Frey, Country Joe McDonald, Barry Melton. Muchos otros como Eric Clapton encontraron el éxito como cantautores en sus carreras posteriores.
La escena que se había desarrollado a partir del renacimiento de la música folclórica estadounidense, iniciada por Woody Guthrie y Pete Seeger había crecido hasta convertirse en un movimiento importante a principios de la década de 1960, popularizado por Joan Baez y su protegido, Bob Dylan, que había empezado a llegar a un público mayoritario con su éxito, Blowin' in the Wind" (1963) llevando las "canciones de protesta a un público más amplio. Hubo indicios de polinización cruzada, pero el rock y la música folk habían permanecido en gran medida como géneros separados, a menudo con públicos diferentes. Un primer intento de fusionar elementos del folk y del rock se puso de manifiesto en la canción de Animals "House of the Rising Sun" (1964), una canción folk, grabada con instrumentación de rock and roll.
A mediados de la década de 1960, Bob Dylan tomó la delantera en la fusión del folk y el rock y, en julio de 1965, lanzó "Like a Rolling Stone", con un sonido de rock revolucionario, impregnado de imágenes urbanas chabacanas, seguido de una actuación eléctrica a finales de ese mes en el Festival de Folk de Newport. Dylan introdujo a toda una generación en el entorno del cantautor. Dylan, que a menudo escribía desde un punto de vista urbano, con una poesía marcada por los ritmos del rock y la potencia eléctrica, liberó a los cantautores emergentes para que utilizaran elementos de ambas tradiciones para contar sus historias. A mediados y finales de la década de 1960, las bandas y los cantautores comenzaron a proliferar en la escena artística y musical underground de Nueva York. El lanzamiento de The Velvet Underground & Nico en 1967, con el cantautor Lou Reed y la cantante y colaboradora alemana Nico fue descrito como el "álbum de rock más profético jamás hecho" por Rolling Stone en 2003.
A finales de los años 60, una nueva ola de cantautoras rompió con los confines del pop, utilizando el paisaje urbano como lienzo para sus letras en el estilo confesional de poetas como Anne Sexton y Sylvia Plath. Estas mujeres pioneras aparecieron en un artículo de Newsweek, de julio de 1969, "The Girls: Letting Go: 'Lo que les es común -a Joni Mitchell y Lotti Golden, a Laura Nyro, Melanie, y a Elyse Weinberg, son las canciones personalizadas que escriben, como viajes de autodescubrimiento, rebosantes de aguda observación y sorprendentes en el impacto de su poesía. " En The Guardian, la autora Laura Barton describe el cambio radical de temática: cantaban sobre política, asuntos amorosos, el paisaje urbano, las drogas, la decepción y la vida y la soledad del intérprete itinerante. Lotti Golden, en su álbum de debut en Atlantic Motor-Cycle, hizo una crónica de su vida en el East Village de Nueva York a finales de la década de 1960 de la contracultura, visitando temas como la identidad de género (The Space Queens-Silky is Sad) y el consumo excesivo de drogas (Gonna Fay's). Las mujeres del artículo de Newsweek de 1969 inauguraron una nueva era de la cantautora contemporánea que ha informado a generaciones de mujeres cantautoras hasta el siglo XXI, con la poeta Warsan Shire como musa del álbum de 2016 de Beyoncé Lemonade.

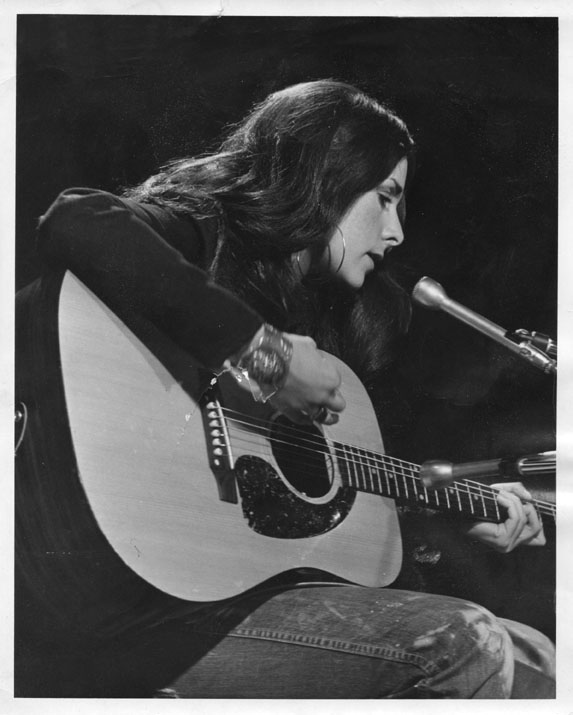
Lotti Golden actuando, Nashville, Tennessee, en la tradición confesional, 1971

A mediados de los años 70 y principios de los 80, la oleada original de cantautores había sido absorbida en gran medida por un formato más general de pop o soft rock, pero algunos nuevos artistas de la tradición de cantautor (entre ellos Billy Joel, Stevie Wonder, Bruce Springsteen, Tom Petty, Jackson Browne Chris Isaak, Victoria Williams, John Mellencamp y Warren Zevon) siguieron surgiendo, y en otros casos artistas de rock e incluso de punk rock como Peter Case, Paul Collins y Paul Westerberg hicieron la transición a carreras como cantautores en solitario. Kate Bush siguió siendo distintiva en todo momento con su estilo idiosincrásico.
A finales de la década de 1980, el término se aplicó a un grupo de artistas estadounidenses predominantemente femeninos, comenzando por Suzanne Vega, cuyo primer álbum se vendió inesperadamente bien, seguido por artistas de la talla de Tracy Chapman, Melissa Etheridge, Nanci Griffith, k. d. lang, Shania Twain, Sarah McLachlan, Shawn Colvin, Sheryl Crow, Lisa Loeb, Joan Osborne, Indigo Girls y Tori Amos, que tuvo éxito primero en el Reino Unido y luego en su mercado nacional. A principios de la década de 1990, también empezaron a surgir artistas femeninas con nuevos estilos, como Courtney Love y PJ Harvey. Más tarde, a mediados de la década de 1990, el término volvió a resurgir con el éxito de la canadiense Alanis Morissette y su álbum revelación Jagged Little Pill.
También en las décadas de 1980 y 1990, artistas como Bono, The Edge, Dave Matthews, Jeff Buckley, Richard Barone, Duncan Sheik y Elliott Smith tomaron prestada la tradición de los cantautores para crear nuevos estilos de rock de base acústica. En la década de 2000, surgió un estilo más tranquilo, con letras en gran parte impresionistas, de la mano de artistas como Norah Jones, Conor Oberst, Sufjan Stevens, David Bazan, South San Gabriel, Iron & Wine, David Gray, Ray LaMontagne, Meg Hutchinson, Darden Smith, Josh Rouse, Steve Millar, Jolie Holland, Patrick Duff, Richard Buckner, Jewel, Jack Savoretti, Richard Shindell, John Gorka, y Antje Duvekot. Algunos comenzaron a ramificarse en nuevos géneros como Kurt Cobain, Noel Gallagher, T Bone Burnett, Eddie Vedder y Pete Yorn. Otros utilizaron el drogas como una forma de alterar la mente para impulsar la creatividad; por ejemplo, Emil Amos de Holy Sons tomó drogas diariamente desde los dieciséis años, escribió más de 1000 canciones y consiguió un contrato discográfico con un sello indie.
La grabación en los sistemas de grado profesional se hizo asequible para los particulares a finales de la década de 1990. Esto creó oportunidades para que la gente grabara y vendiera su música de forma independiente. Estos artistas se conocen como "indies" porque publican sus discos en sellos discográficos independientes, a menudo propios, o sin sello alguno. Además, Internet ha proporcionado un medio para que los indies hagan llegar su música a un público más amplio.
| . |  |  | . |